# Abbess Roding
Pour les articles homonymes, voir Roding.
Abbess Roding est un village de l'Essex, en Angleterre, situé dans le district non métropolitain d'Epping Forest.